# ایندیان ریور استیتز (فلوریدا)
ایندیان ریور استیتز (به انگلیسی: Indian River Estates) یک منطقهٔ مسکونی در ایالات متحده آمریکا است که در شهرستان سنت لوسی، فلوریدا واقع شده‌است. ایندیان ریور استیتز ۱۴٫۸ کیلومتر مربع مساحت و ۶٬۲۲۰ نفر جمعیت دارد و ۴ متر بالاتر از سطح دریا قرار دارد.